# Geotrichum candidum
Espèce
Geotrichum candidum est une espèce du genre Geotrichum.
Ce fungi fait partie du microbiome humain, notamment associé à la peau, aux expectorations et aux matières fécales, où il est présent dans 25-30% des échantillons. Il est courant dans les sols et a été isolé des sols collectés dans le monde entier, sur tous les continents.
Geotrichum candidum est l’agent responsable de la géotrichose chez l'homme, ainsi que de la pourriture aigre, une maladie chez les plantes qui infecte les agrumes, les tomates, les carottes et d’autres légumes. Il peut affecter les fruits cultivés de Durio tels que Durio graveolens.
G. candidum est largement utilisé dans la production de certains produits laitiers, y compris les fromages à croûte tels que le camembert, le saint-nectaire, le reblochon, etc. Le champignon peut également être trouvé dans le viili, où il est responsable de la texture veloutée du produit.
Dans une étude de 2001, on constate que G. candidum consomme le polycarbonate trouvé dans des CD.

## Description
Les colonies de Geotrichum candidum sont minces, étalées, molles, crémeuses et blanches à l'état anamorphe. Le champignon est caractérisé par des hyphes qui apparaissent rampants, principalement immergés et en septate. La couleur des hyphes semble être hyaline ou légèrement pigmentée. Lorsque les hyphes deviennent aéroportés, leur forme devient arthroconidie, en forme de tonneau ou ellipsoïdale. Les chlamydospores sont sous-globales, solitaires, sur des hyphes indifférenciés. Les blastoconidies se développent parfois sur les hyphes latéralement. Les conidies apparaissent arthrosporeuses, terminales ou intercalaires, aériennes à la surface de la gélose. La taille des conidies varie de 4,8 à 12,5 µm x 2,4 à 2,5 µm.
On pense que G. candidum est homothallique mais la plupart des isolats sont autostériles. La reproduction sexuée est observée pour la première fois dans des souches isolées de sols à Porto Rico. Le champignon produit des asques globuleux contenant une seule et même ascospore ovoïde, globuleuse à ovale, à parois épaisses et non épaissies, mesurant 6 à 7 μm sur 7 à 10 μm. Les ascospores ont une paroi intérieure lisse et une paroi extérieure sillonnée. Les septa sont perforés par des microspores, disposés dans une structure en anneau. Les colonies semblent se développer plus rapidement dans la phase sexuelle que dans la phase asexuée. Les colonies se développent à une vitesse de 5 à 7 mm par jour à 24 °C.

## Croissance
Geotrichum candidum forme une colonie à croissance rapide pouvant atteindre 5 à 6 cm de diamètre en 5 jours sur de la gélose de Sabouraud, de la gélose de moût et des milieux synthétiques. Au microscope, la croissance est caractérisée par la production d'hyphes ramifiés de manière dichotomique qui ressemblent à des diapasons d'accord le long du bord de la colonie. Les chaînes condiales deviennent aériennes, érigées ou décombantes et mesurent 6–12(–20) x 3–6(–9) μm. Le champignon peut pousser sur une variété d’agrumes et causer la pourriture aigre. Il a tendance à provoquer la pourriture des fruits stockés à une température comprise entre 0 et 5 °C. Les conidies sont incolores et ont un revêtement visqueux. G. candidum est également présent occasionnellement dans les intestins, les selles, les expectorations et la peau. Le champignon se développe dans le sol, l'eau, les eaux usées, divers substrats végétaux, la pâte de boulanger, les enveloppes de fermentation, le pain, le lait et les produits laitiers. La température optimale de croissance est de 25 °C avec un pH de 5,0–5,5. La plage de température change en fonction de la surface sur laquelle le champignon se développe. Par exemple, chez les plantes, la température optimale se situe entre 25 et 27 °C. Chez les animaux, la température optimale se situe entre 30 et 31 °C. La température maximale de croissance est de 35 à 38 °C. La croissance fongique peut être favorisée par le D-glucose, le D-mannose, le D-xylose, le L-sorbose, le D-fructose, le D-galactose, le saccharose, le D-mannitol, le sorbitol, l'éthanol et le glycérol. La sporulation nécessite souvent un équilibre de carbone et d'azote.

## Répartition
Geotrichum candidum est extrêmement commun dans les sols et a été isolé de substrats au Canada, aux États-Unis, en Grande-Bretagne, en Allemagne, en Autriche, en Inde, en Afrique du Sud, au Japon, au Brésil et au Pérou. On le trouve également en tant qu'agent causal dans la pourriture acide des agrumes, une pourriture molle associée à l'émission d'une odeur fruitée. Le champignon est également connu comme agent de dégradation après récolte du melon, des courges et des concombres. Il joue un rôle dans la pourriture des fruits de la tomate quand il est conservé à une température de 0 à 5 °C.

## Usage commercial
G. candidum peut être utilisé dans le commerce pour ensemencer des fromages à croûte fleurie. Les cultures peuvent être ajoutées au lait, à la saumure ou pulvérisées sur la surface du fromage. La plage de pH optimale pour la croissance sur le fromage varie de 4,4 à 6,7. Le champignon colonise presque toute la surface du fromage au début de sa maturation. On le trouve sur les fromages à pâte molle comme le camembert et les fromages à pâte mi-dure tels que le saint-nectaire et le reblochon. Pour le camembert, les champignons se développent à l'extérieur du fromage, formant une croûte. Le champignon est responsable de la couche uniforme, blanche et veloutée du saint-marcellin. Les lipases et les protéases de G. candidum libèrent des acides gras et des peptides qui confèrent au fromage des arômes distinctifs. G. candidum réduit l'amertume du camembert grâce à l'activité des aminopeptidases qui hydrolysent des peptides hydrophobes de faible poids moléculaire. Les aminopeptidases contribuent également à l'arôme du camembert normand traditionnel. Le champignon neutralise également le caillé en catabolisant l'acide lactique produit par les bactéries. G. candidum prépare le fromage à la colonisation d'autres bactéries sensibles aux acides, telles que Brevibacterium. Le champignon inhibe la croissance de la bactérie Listeria monocytogenes. Des souches commerciales de G. candidum sont disponibles pour l'affinage du fromage.

## Source de la traduction
- (en) Cet article est partiellement ou en totalité issu de l’article de Wikipédia en anglais intitulé « Geotrichum candidum » (voir la liste des auteurs).